# Walter Heyer
Walter Heyer (* 7. Dezember 1914 in Leipzig; † 19. September 1989 in Großhansdorf) war ein deutscher Komponist, Dirigent, Arrangeur und Textdichter.

## Leben

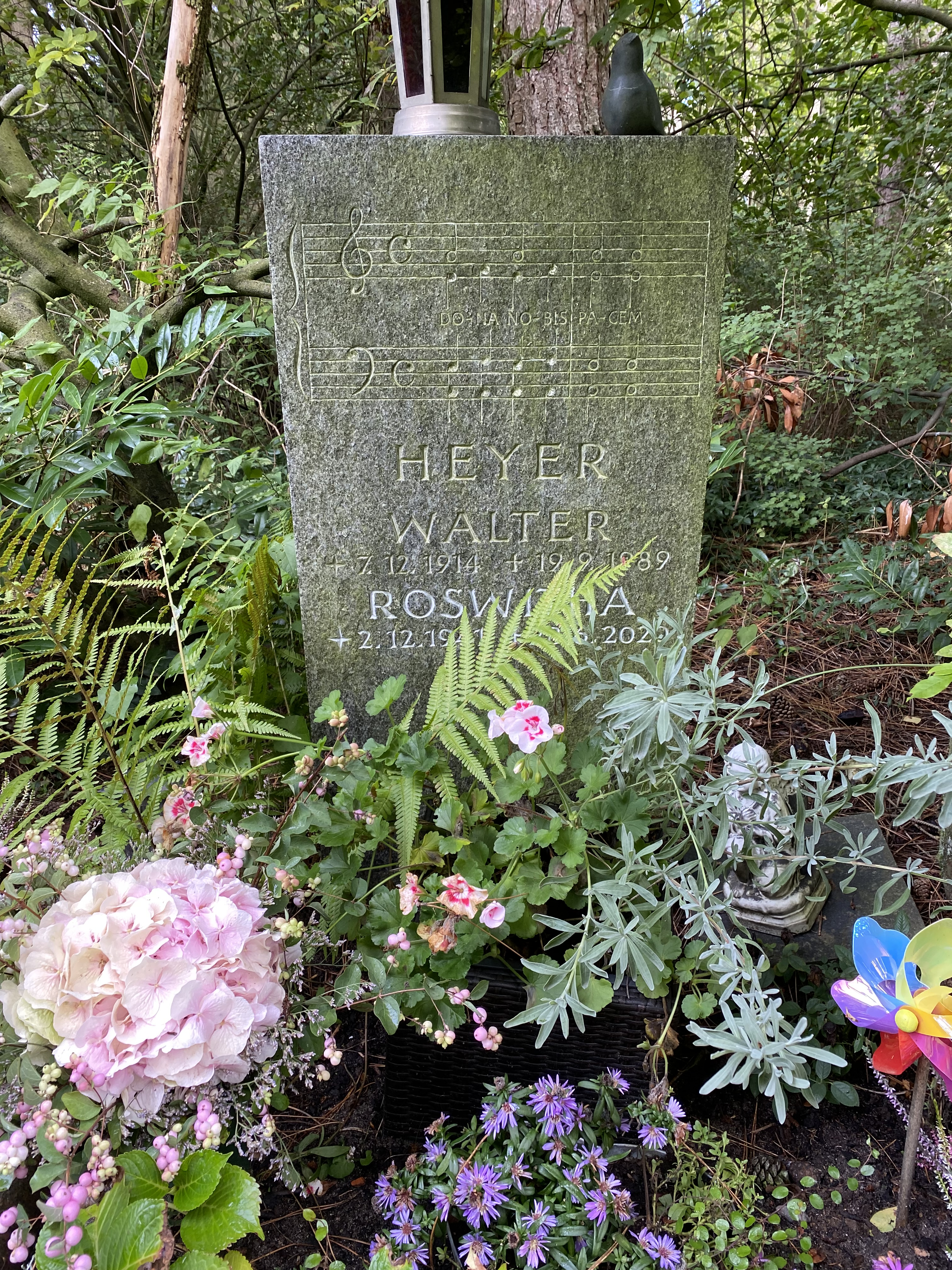
Grabstätte

Heyer wuchs in einer Kaufmannsfamilie auf. Er besuchte von 1931 bis 1932 das  Landeskonservatorium Leipzig und ab 1937 die staatliche Musikhochschule Berlin. Dort machte er 1939 das Kapellmeisterexamen mit Auszeichnung. 1943 leitete er im Range eines Obermusikmeisters ein Musikkorps und geriet in Stalingrad in Gefangenschaft.
Ab 1956 war er als freischaffender Komponist, Dirigent, Arrangeur und Textdichter vorrangig für die Schallplattenindustrie tätig. Ab 1965 bis 1982 war er als Produzent bei Polydor (DGG) beschäftigt. In dieser Tätigkeit galt er u. a. als Spezialist für Seemannslieder und produzierte u. a. Aufnahmen mit Freddy Quinn, Heidi Kabel und Rudi Schuricke. Neben seiner  Bearbeitung von Blasmusikwerken, die teils im Auftrag des NDR entstanden, schrieb er auch Filmmusiken z. B. für Haie an Bord und Der Junge von St. Pauli.
Seine besondere Liebe galt der Chormusik. Zwanzig Jahre leitete er den Polizeichor Hamburg von 1901 e. V. und den Polizeichor Lübeck. Für diese Chöre komponierte und arrangierte er zahlreiche Chorsätze, darunter auch die „Hymne“ aller deutschen Polizeichöre „Wo froh Musik erklingt“.
1965 heiratete er Roswitha Mekas und hatte mit ihr vier Kinder. Er wurde auf dem Friedhof Volksdorf beigesetzt.

## Auszeichnungen und Ehrungen
- Stadtsiegel der Hansestadt Lübeck
- „Goldene Schallplatte“ für 500.000 LPs (Polydor)
- Medaille der Stadt Marseille
- Bundesverdienstkreuz am Bande 1984
- Ehrenmitglied großer Chöre

## Werke
Etwa 200 Kompositionen und Arrangements für Schallplatte und Rundfunk:
- Unterhaltungsmusik
- Konzertstücke
- Bühnenmusiken
- Filmmusik (unter anderem zu Haie an Bord)
- Chormusik
- zahlreiche LPs

## Belege
1. ↑  Komponistenlexikon Walter Heyer. Abgerufen am 9. Mai 2019.
2. 1 2  Chronik Polizeichor Hamburg. Abgerufen am 9. Mai 2019.

| Personendaten    | Personendaten                                            |
| ---------------- | -------------------------------------------------------- |
| NAME             | Heyer, Walter                                            |
| KURZBESCHREIBUNG | deutscher Komponist, Dirigent, Arrangeur und Textdichter |
| GEBURTSDATUM     | 7. Dezember 1914                                         |
| GEBURTSORT       | Leipzig                                                  |
| STERBEDATUM      | 19. September 1989                                       |
| STERBEORT        | Hamburg                                                  |